# 碳匯券
碳匯券是一種準貨幣概念，以加強對抗全球暖化的碳足跡問題，碳匯券上印有幣值可以與特定國家的貨幣以一定比率互換，然而在使用碳匯券消費時其中一定比例金額將提撥給公益法人從事抗暖化活動。所以接受碳匯券購物的企業可能利益較薄，但企業形象可能較好，反而獲得商場上的無形利益。

## 台湾发行的碳匯券
2009年發行了全台灣第一張碳匯券。
- 由臺北縣政府環保局與坪林鄉公所共同發行，與新台幣1:1兌換。
- 民眾持碳匯券至店家消費，將從碳匯券中提撥10%金額存入坪林鄉植樹基金，專款專用，植樹固碳。